# Dampierre-en-Bresse
Pour les articles homonymes, voir Dampierre et Bresse (homonymie).
Dampierre-en-Bresse est une commune française située dans le département de Saône-et-Loire, en région Bourgogne-Franche-Comté.

## Géographie
La commune de Dampierre se situe dans la Bresse louhannaise.
Elle fait partie du canton de Pierre-de-Bresse.

### Climat
Pour des articles plus généraux, voir Climat de la Bourgogne-Franche-Comté et Climat de Saône-et-Loire.
En 2010, le climat de la commune est de type climat océanique dégradé des plaines du Centre et du Nord, selon une étude du Centre national de la recherche scientifique s'appuyant sur une série de données couvrant la période 1971-2000. En 2020, Météo-France publie une typologie des climats de la France métropolitaine dans laquelle la commune est exposée à un climat semi-continental et est dans la région climatique Bourgogne, vallée de la Saône, caractérisée par un bon ensoleillement (1 900 h/an), un été chaud (18,5 °C), un air sec au printemps et en été et des vents faibles.
Pour la période 1971-2000, la température annuelle moyenne est de 11 °C, avec une amplitude thermique annuelle de 17,8 °C. Le cumul annuel moyen de précipitations est de 907 mm, avec 11,6 jours de précipitations en janvier et 7,8 jours en juillet. Pour la période 1991-2020, la température moyenne annuelle observée sur la station météorologique de Météo-France la plus proche, « Bragny sur Saône », sur la commune de Bragny-sur-Saône à 16 km à vol d'oiseau, est de 12,3 °C et le cumul annuel moyen de précipitations est de 845,9 mm. 
La température maximale relevée sur cette station est de 40,3 °C, atteinte le 24 juillet 2019 ; la température minimale est de −12,9 °C, atteinte le 5 février 2012,,.
Les paramètres climatiques de la commune ont été estimés pour le milieu du siècle (2041-2070) selon différents scénarios d'émission de gaz à effet de serre à partir des nouvelles projections climatiques de référence DRIAS-2020. Ils sont consultables sur un site dédié publié par Météo-France en novembre 2022.

## Urbanisme

### Typologie
Au 1er janvier 2024, Dampierre-en-Bresse est catégorisée commune rurale à habitat très dispersé, selon la nouvelle grille communale de densité à sept niveaux définie par l'Insee en 2022.
Elle est située hors unité urbaine. Par ailleurs la commune fait partie de l'aire d'attraction de Chalon-sur-Saône, dont elle est une commune de la couronne,. Cette aire, qui regroupe 109 communes, est catégorisée dans les aires de 50 000 à moins de 200 000 habitants,.

### Occupation des sols
L'occupation des sols de la commune, telle qu'elle ressort de la base de données européenne d’occupation biophysique des sols Corine Land Cover (CLC), est marquée par l'importance des territoires agricoles (82,7 % en 2018), une proportion identique à celle de 1990 (82,7 %). La répartition détaillée en 2018 est la suivante : terres arables (37,7 %), zones agricoles hétérogènes (31,6 %), forêts (17,3 %), prairies (13,4 %). L'évolution de l’occupation des sols de la commune et de ses infrastructures peut être observée sur les différentes représentations cartographiques du territoire : la carte de Cassini (XVIIIe siècle), la carte d'état-major (1820-1866) et les cartes ou photos aériennes de l'IGN pour la période actuelle (1950 à aujourd'hui).

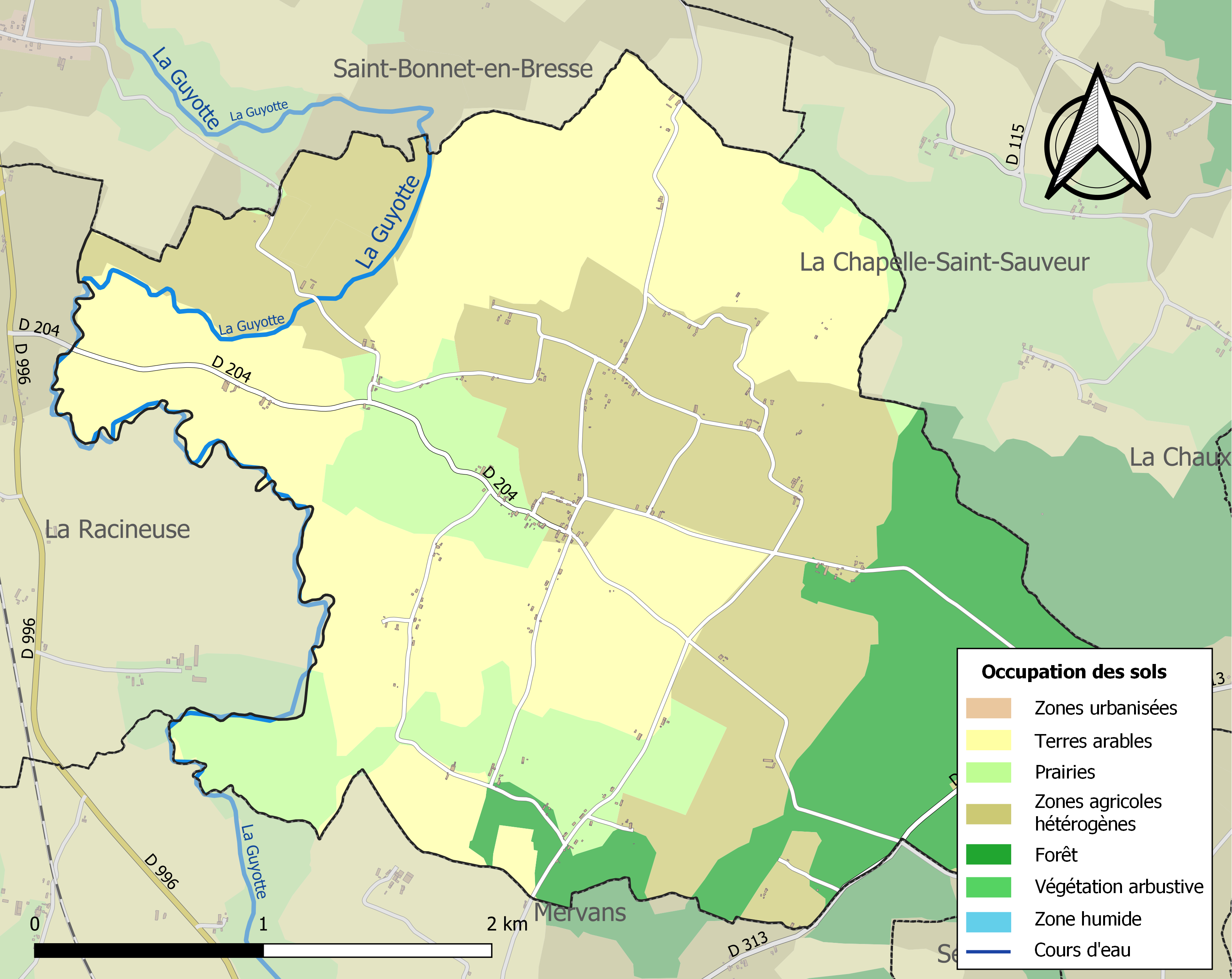
Carte des infrastructures et de l'occupation des sols de la commune en 2018 (CLC).

## Toponymie
- 1209 : Dom Perre
- 1299 : Donperre
- 1326 : Danpierre
- 1347 : Stephanus de Dompna Petra
- 1362 : Ecclesia de Donno Petra (registre des fiefs)
- 1374 : Dampierre près de Marvans (titre de Bellecroix)
- 1377 : Curatus de Dompnapetra
- 1473 : Le châtel de Dompierre
- 1476 : Dampierre
- 1763 : Dampierre-en-Bresse
- 1789 : dépendait du bailliage de Chalon-sur-Saône et de la recette d'Auxonne

Dampierre est un hagiotoponyme caché : Du bas latin dominus et du nom de saint Petrus.

## Histoire
Erigé en marquisat en décembre 1776, le fief de Dampierre possédait le château de la Picardière. Antoine III remit en 1778 ces biens à son fils, Antoine IV Esmonin (1744-1824), marquis de Dampierre, qui poursuivit une carrière de haut magistrat et devint président de la cour d’appel de Dijon.
1805 : Dampierre-en-Bresse est l'une des premières communes de Saône-et-Loire à être cadastrée, conformément aux dispositions de l’arrêté du 12 brumaire an XI établissant le premier système de cadastre dit « par masse de culture » (il s’agissait d’établir la nature des cultures présentes sur le territoire des communes sans introduire toutefois de découpage entre les parcelles, l’administration se chargeant de faire coïncider les déclarations des propriétaires et les superficies concernées).

### Les seigneurs de Dampierre
- Un Stephane de Dompierre est cité au XIVe siècle.
- Au XVe siècle et partie du XVIe siècle, des membres d'une famille de Folin sont d'abord cités : seigneur de Folin et de Dampierre, puis plus tard, seigneur de Dampierre et de Terrans.
- Les de Bataille ont longtemps possédé la terre de Dampierre ainsi que celle de La Chaux. Ils y possédaient un château dont ils se servaient souvent comme résidence.
- En 1730, François Bataille, écuyer, ancien capitaine au régiment de Poitou, frère du seigneur de La Chaux, était seigneur de Dampierre (il s'est marié le 17 février 1716 à Mervans avec Madeleine de Scorailles).
- En 1760, le seigneur de Dampierre était Henri, marquis de Bataille (fils du précédent).
- En 1765, Antoine Esmonin, seigneur de la Palud, chevalier, commissaire provincial d'artillerie, rendait hommage à Fyot de la Marche, baron de Mervans, pour les terres et seigneuries de Dampierre, les Vaux, Trenard, la Vesvre, le Breuil, etc.

## Politique et administration

### Tendances politiques et résultats

#### Élections présidentielles
Le village de Dampierre-en-Bresse place en tête à l'issue du premier tour de l'élection présidentielle française de 2017, Marine Le Pen (RN) avec 22,68 % des suffrages. Mais lors du second tour, Emmanuel Macron (LaREM) est en tête avec 54,55 %.

#### Élections législatives
Le village de Dampierre-en-Bresse faisant partie de la quatrième circonscription de Saône-et-Loire, place lors du 1er tour des élections législatives françaises de 2017, Cécile Untermaier (PS) avec 25,61 % ainsi que lors du second tour avec 61,33 % des suffrages.
Lors du 1er tour des élections législatives françaises de 2022, Cécile Untermaier (PS), députée sortante, arrive en tête avec 46,38 % des suffrages comme lors du second tour, avec cette fois-ci, 56,76 % des suffrages.

#### Élections régionales
Le village de Dampierre-en-Bresse place la liste « Notre Région Par Cœur » menée par Marie-Guite Dufay, présidente sortante (PS) en tête, dès le 1er tour des élections régionales de 2021 en Bourgogne-Franche-Comté, avec 29,58 % des suffrages. Lors du second tour, les habitants décideront de placer de nouveau la liste de « Notre Région Par Cœur » menée par Marie-Guite Dufay, présidente sortante (PS) en tête, avec cette fois-ci, près de 47,22 % des suffrages. Loin devant les autres listes menées par Gilles Platret (LR) en seconde position avec 30,56 %, Julien Odoul (RN), troisième avec 16,67 % et en dernière position celle de Denis Thuriot (LaREM) avec 5,56 %.

#### Élections départementales
Le village de Dampierre-en-Bresse faisant partie du canton de Pierre-de-Bresse place le binôme de Aline Gruet (DVD) et Sébastien Jacquard (DVD), en tête, dès le 1er tour des élections départementales de 2021 en Saône-et-Loire avec 45,95 % des suffrages. Lors du second tour, les habitants décideront de placer de nouveau le binôme de Aline Gruet (DVD) et Sébastien Jacquard (DVD), en tête, avec cette fois-ci, près de 70,77 % des suffrages. Loin devant l'autre binôme menée par Ghislaine Fraisse (RN) et Bertrand Rouffiange (DVD) qui obtient 29,23 %.

### Liste des maires
| Période                                  | Période    | Identité               | Étiquette | Qualité     |
| ---------------------------------------- | ---------- | ---------------------- | --------- | ----------- |
| 13/05/1945                               | 22/06/1954 | Jean Girardeau         |           | Agriculteur |
| 22/06/1954                               | 20/03/1959 | Henri Bouriaux         |           | Agriculteur |
| 20/03/1959                               | 21/03/1965 | Jean Girardeau         |           | Agriculteur |
| mars 1965                                | mars 2008  | Jean-Etienne Chevalier |           | Agriculteur |
| mars 2008                                | mars 2014  | René Bert              |           |             |
| mars 2014                                | En cours   | Philippe Page          | PS        |             |
| Les données manquantes sont à compléter. |            |                        |           |             |

## Démographie
L'évolution du nombre d'habitants est connue à travers les recensements de la population effectués dans la commune depuis 1793. Pour les communes de moins de 10 000 habitants, une enquête de recensement portant sur toute la population est réalisée tous les cinq ans, les populations de référence des années intermédiaires étant quant à elles estimées par interpolation ou extrapolation. Pour la commune, le premier recensement exhaustif entrant dans le cadre du nouveau dispositif a été réalisé en 2007.

En 2022, la commune comptait 173 habitants, en évolution de +1,17 % par rapport à 2016 (Saône-et-Loire : −1,06 %, France hors Mayotte : +2,11 %).
| 1793 | 1800 | 1806 | 1821 | 1831 | 1836 | 1841 | 1846 | 1851 |
| ---- | ---- | ---- | ---- | ---- | ---- | ---- | ---- | ---- |
| 600  | 549  | 628  | 600  | 621  | 616  | 640  | 687  | 635  |

| 1856 | 1861 | 1866 | 1872 | 1876 | 1881 | 1886 | 1891 | 1896 |
| ---- | ---- | ---- | ---- | ---- | ---- | ---- | ---- | ---- |
| 646  | 618  | 614  | 616  | 655  | 635  | 642  | 622  | 626  |

| 1901 | 1906 | 1911 | 1921 | 1926 | 1931 | 1936 | 1946 | 1954 |
| ---- | ---- | ---- | ---- | ---- | ---- | ---- | ---- | ---- |
| 567  | 530  | 517  | 461  | 460  | 413  | 407  | 366  | 360  |

| 1962 | 1968 | 1975 | 1982 | 1990 | 1999 | 2006 | 2007 | 2012 |
| ---- | ---- | ---- | ---- | ---- | ---- | ---- | ---- | ---- |
| 309  | 247  | 215  | 184  | 157  | 131  | 154  | 157  | 174  |

| 2017 | 2022 | - | - | - | - | - | - | - |
| ---- | ---- | - | - | - | - | - | - | - |
| 171  | 173  | - | - | - | - | - | - | - |

## Vie locale

### Culte
Dampierre-en-Bresse relève de la paroisse de la Sainte-Trinité en Bresse, créée en 2000, qui regroupe vingt-trois villages et a son siège à Saint-Germain-du-Bois.

## Culture locale et patrimoine

### Lieux et monuments
Sont à voir à Dampierre-en-Bresse :

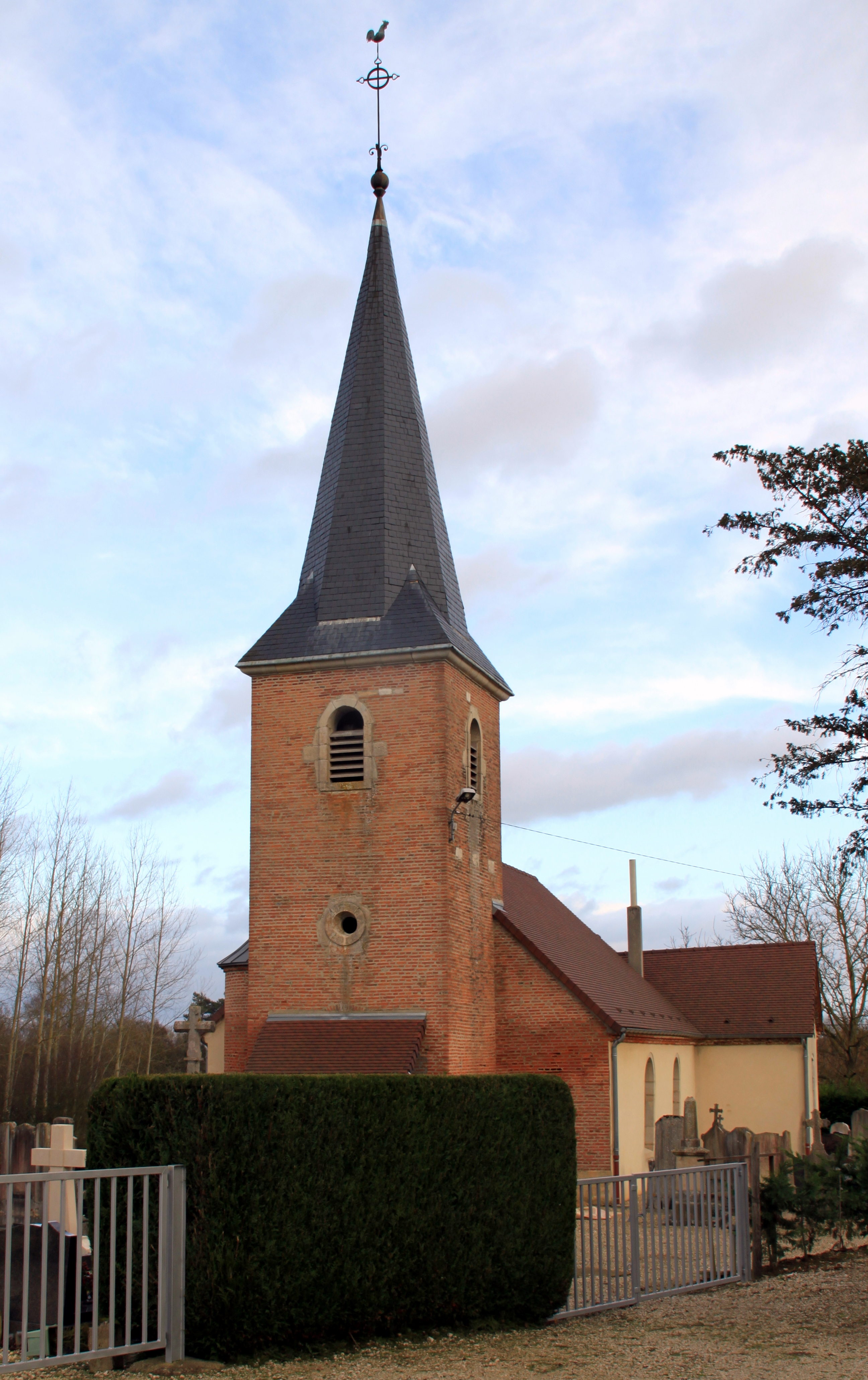
Le clocher de l'église de Dampierre-en-Bresse, sous le vocable de saint Pierre.

- l'église Saint-Pierre-aux-Liens, édifice du milieu du XVIIIe siècle, dotée d'un clocher-porche coiffé d'une flèche en ardoise ;
- le monument aux morts, édifié au centre du bourg grâce au produit d'une souscription (4072 francs en 1920), la commune ayant accordé un crédit de 1800 francs en 1921 ;
- une grande croix de pierre, inscrite dans un cercle, qui a été élevée au XIXe siècle, en mémoire du marquis Bénigne Legoux de Saint-Seine (1805-1866), près du château de la Picardière dont il avait hérité comme petit-fils d’Antoine IV Esmonin ;
- le château de la Picardière (XVIIIe siècle), qui fut détruit dans les années 1920 et dont il ne subsiste plus que la ferme de la Picardière (voir « fermes bressannes » ci-dessous) ainsi que quelques ruines dans la ferme voisine ;
- des fermes bressanes.

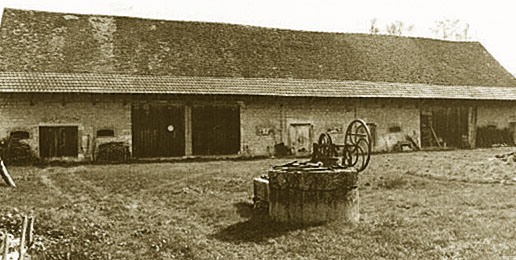
Ferme de la Picardière.

Les anciennes fermes bressanes (XVIIe, XVIIIe et XIXe siècles) de Dampierre étaient souvent constituées de plusieurs bâtiments aménagés autour d'une cour avec un puits. Généralement, le corps des grandes fermes était surmonté d'un grenier à céréales (maïs, avoine, blé), face aux écuries, granges et étables, qui par leur hauteur fournissaient aussi des engrangeages en étage. Les porcheries, poulaillers et autres abris à lapins étaient souvent aménagés sur un côté avec basse-cour. Et enfin les « chambres à bois », chambres à vélo et laiterie se trouvaient sur le dernier côté.

Ces fermes étaient situées au centre de leurs terres agricoles (productions diverses telles que fourrages, céréales, betteraves et pommes de terre, ainsi que les pâtures pour les animaux). Elles étaient souvent dotées de mares, étangs et forêts.
Pour l'architecture, on retrouve souvent des bâtiments hauts (à grenier ou étage) faits de briques rouges avec des colombages de bois, surmontés de toitures de deux à quatre pans et recouvertes de tuiles plates en ardoise ou de tuiles à emboîter en terre cuite. Le corps de ferme comporte souvent un perron de une à deux marches, recouvert d'un pan de toiture sur toute la longueur du bâtiment d'habitation.
La ferme de « La Picardière » (XVIIIe siècle) au lieu-dit du même nom en constitue un bon exemple.

### Personnalités liées à la commune
La légende de la « Mère en gueule » circulait en Bresse afin d'éloigner les enfants des points d'eau tels que puits, mares et étangs. La « Mère en gueule » était censée sortir de l'eau et emmener les enfants trop curieux avec elle dans les profondeurs... Son apparence monstrueuse était laissée à l'imagination des plus petits comme des plus grands... Cette légende était très présente à Dampierre, encore dans les années 1980.

### Héraldique
En 1991, Dampierre-en-Bresse a choisi de se doter d'un blason. Celui-ci, orné d'une tour crénelée, évoque les armes de Nicolas Rolin et de son épouse Guigone de Salins.

## Pour approfondir